# アレクサンダー・デロン
- アレクサンダー・デロン
- アレクサンダー・デリオン[1]

アレクサンダー・マイケル・デロン（Alexander Michael DeLeon、1989年4月8日 - ）は、アメリカ合衆国のシンガーソングライター。ロックバンドのザ・キャブのフロントマンとして知られ、2007年にフュエルド・バイ・ラーメンと契約を結んだ後、2008年にアルバム『ウイスパー・ウォー』でデビュー。
2015年からはボーネス（Bohnes）名義でのソロ活動を開始し、同年にデビュー・シングル『Guns and Roses』を発売し、2018年に初のアルバム『206: Act I』を発売した。

## 経歴

### ザ・キャブ
高校時代に同級生であったベーシストのキャッシュ・コリガンと演奏するようになり、デモ音源を録音してMySpaceで公開する日々を送っていた。11月にドラマーのアレックス・ジョンソン、ピアノ&ギターのアレックス・マーシャル、ギターのポール・ガルシアが加わり、2006年1月に地元のレコードレーベルであるオリンパス・レコードと契約を結んだ。2007年5月、メンバーからデモ音源を受け取ったパニック!アット・ザ・ディスコのスペンサー・スミスの手助けを受けてディケイダンス・レコードと契約を結んだ。この直後に高校を卒業。この間にバンドはガルシアの後任としてイアン・クロフォードを迎えることを決めた。
2008年4月29日、デビュー・アルバム『ウイスパー・ウォー』を発売。同作はアルバムからシングル・カットされた楽曲で、フォール・アウト・ボーイのパトリック・スタンプとパニック!アット・ザ・ディスコのブレンドン・ユーリーをゲスト・ボーカルに迎えた「ワン・オブ・ゾーズ・ナイツ」が収録されたことで話題となった。アルバムは2009年10月までに売上枚数は6万7000枚を記録している。
2009年6月1日、デロンが自身のブログ上でクロフォードの脱退を発表し、8月19日にバンドの公式MySpaceでコリガンの脱退を発表。2011年6月22日、2枚目のアルバム『Symphony Soldier』の発売を目前にフュエルド・バイ・ラーメンの離れることを発表。『Symphony Soldier』は8月23日に発売された。また、アルバム発売前の7月3日にジョンソンが脱退しており、この時点でデロンはデビュー時から在籍している唯一のメンバーとなっていた。
2012年8月31日、ユニバーサル・リパブリック・レコードと契約したことを発表。2014年4月25日にマーシャルが脱退を発表、4月29日にEP『Lock Me Up』を発売。以降バンドとしての作品の発表など表立った活動が見られなくなる。2017年に受けたAll Accessの取材でデロンは、バンドが活動休止中であることを明かした。

### ボーネス
2015年10月30日、デロンがソロ・プロジェクト「ボーネス」を始動することが発表され、1分間のティザー映像が公開された。11月13日にデビュー・シングル『Guns and Roses』が発売され、ミュージック・ビデオも公開された。12月17日、2作目のシングル『Middle Finger』を発売。
2016年3月4日、3作目のシングル『Witchcraft』を発売。
2017年9月22日に4作目のシングル『Six Feet Under』を発売し、ミュージック・ビデオを公開。10月14日、同月1日に2017年ラスベガス・ストリップ銃乱射事件が発生したことを受けて、自身の故郷への敬意を示した楽曲「702」を発売。楽曲から発生される全収益はラスベガス被害者基金へ寄付された。11月17日にシングル『My Friends』が発売され、2018年1月12日に5名のアーティストによるリミックス・バージョンを収録した5曲入りのEP『My Friends (Remixes)』が発売された。
2018年2月20日、3月30日にデビュー・アルバム『206: Act I』を発売することを発表。10月26日にシングル『Straitjacket』が発売され、11月23日に2作目のアルバム『206: Act II』が発売された。
2024年8月27日、9月6日に3作目のアルバム『Detonate』を発売することを発表。

### その他の活動
2008年10月15日に発売されたフォール・アウト・ボーイのシングル曲「ピッタリだぜ、ドニー」にゲスト・ボーカルとして参加。
2013年12月18日、「42799」と名付けたアパレルラインを立ち上げることを発表。
2015年9月29日に発売されたパニック!アット・ザ・ディスコのシングル曲「ビクトリアス」に共作者として携わった。
2024年11月18日、テヨンの楽曲「Blue Eyes」の作詞作曲を手がけたことを発表。

## 人物
音楽性
- ジャンルはポップやオルタナティヴ・ロックと見なされている。
- 音楽的な刺激を受けた人物として父を挙げ、お気に入りのアーティストとしてフランク・シナトラ、ジャスティン・ティンバーレイク、ブランドン・ボイド、マイケル・ジャクソン、スティーヴィー・ワンダーを挙げている。

私生活
- 2018年11月26日、2013年から交際していたファッションモデルのジョセフィーヌ・スクリバーと婚約したことを発表。
- 2022年4月8日、メキシコのサンルーカス岬で挙式。
- 2023年8月24日、第1子となる長女が誕生。

## 作品

### アルバム
| タイトル    | 詳細 |
| ----------- | --- |
| 206: Act I  | - 発売日: 2018年3月30日 - レーベル: Bohnes - 規格: 音楽配信 収録曲 1. 12 Rounds 2. Six Feet Under 3. Zombie Love 4. My Friends 5. Guns and Roses 6. Moshpit 7. Slither 8. Better Than Me                                                            |
| 206: Act II | - 発売日: 2018年11月23日 - レーベル: Bohnes - 規格: 音楽配信 収録曲 1. Straitjacket 2. So Pissed 3. Raging on a Sunday 4. Coffins 5. Don't Sing the Blues 6. Aurora Borealis 7. Take It out on Me 8. 702                                            |
| Detonate    | - 発売日: 2024年9月6日 - レーベル: Line and Sinker - 規格: 音楽配信 収録曲 1. Detonate 2. Vicious 3. Psycho 4. Let's Go To Hell 5. Good Life 6. Holy Smokes 7. Superfan 8. F.S.U 9. Sweet Dream 10. Always Halloween 11. Vicious (Acoustic Version) |

### シングル
| タイトル                 | 年   | 初収録アルバム |
| ------------------------ | ---- | -------------- |
| Guns and Roses           | 2015 | 206: Act I     |
| Middle Finger            | 2015 | アルバム未収録 |
| Witchcraft               | 2016 | アルバム未収録 |
| Six Feet Under           | 2017 | 206: Act I     |
| 702                      | 2017 | 206: Act II    |
| My Friends               | 2017 | 206: Act I     |
| 12 Rounds                | 2018 | 206: Act I     |
| Straitjacket             | 2018 | 206: Act II    |
| Coffins                  | 2018 | 206: Act II    |
| Don't Sing the Blues     | 2018 | 206: Act II    |
| So Pissed                | 2019 | 206: Act II    |
| Ugly Habits              | 2020 | アルバム未収録 |
| Send in the Machines     | 2020 | アルバム未収録 |
| You've Created a Monster | 2021 | アルバム未収録 |
| Vicious                  | 2023 | Detonate       |
| Sweet Dream              | 2023 | Detonate       |
| Superfan                 | 2023 | Detonate       |
| Holy Smokes              | 2023 | Detonate       |
| Always Halloween         | 2023 | Detonate       |